# Geranium arabicum
Geranium arabicum är en näveväxtart som beskrevs av Peter Forsskål. Geranium arabicum ingår i släktet nävor, och familjen näveväxter.

## Underarter
Arten delas in i följande underarter:
- G. a. arabicum
- G. a. latistipulatum